# Piton (mitologija)
Piton (tudi Python) je v grški mitologiji zmaj na Parnasu.
Piton je neusmiljeno zasledoval in preganjal nosečo Leto, saj je vedel, da ga bo nekoč ubil njen sin Apolon, ki ga je  Leto kljub vsemu rodila na otoku Delosu. Apolon je Pitona, medtem ko je stražil preročišče svoje matere Gaje v Delfih, ubil, nato pa prevzel preročišče in v spomin na zmago nad Pitonom ustanovil pitijske igre.